# استاد، همسر و گنگستر بازمی‌گردند
استاد، همسر و گنگستر بازمی‌گردند (به هندی: Saheb, Biwi Aur Gangster Returns) فیلمی محصول سال ۲۰۱۳ و به کارگردانی تیگمانشو دولیا است. در این فیلم بازیگرانی همچون جیمی شرگیل، ماهی گل، عرفان خان، سوها علی خان، پراوش رانا، راج بابار ایفای نقش کرده‌اند.
این فیلم قسمت دوم فیلم استاد، همسر و گنگستر است در سال ۲۰۱۸ قسمت سوم این فیلم با نام استاد، همسر و گنگستر ۳ ساخته شد.